# Българско училище „АБВ“ (Хелзинки)
Българското училище „АБВ“ е училище на българската общност в град Хелзинки, Финландия. Създадено е през 2011 г. То се финансира от родителски такси и правителството на България. Учебната програма и учебниците са съобразени с изискванията на Министерството на образованието и науката на България.

## История
Училището е създадено през 2011 г. През 2013 г. е признато от Министерството на образованието и науката в България и е включено в списъка на българските неделни училища в чужбина.
От учебната 2020/2021 г. в училището са организирани две предучилищни групи, както и групи от първи до осми клас.

## Ученици
Брой на учениците през учебните години:
- 21 – учебна 2013/2014 г.[2]